# Hemipyrellia fergusoni
Hemipyrellia fergusoni är en tvåvingeart som beskrevs av William Hampton Patton 1925. Hemipyrellia fergusoni ingår i släktet Hemipyrellia och familjen spyflugor. Inga underarter finns listade i Catalogue of Life.